# Der starke Gottlieb

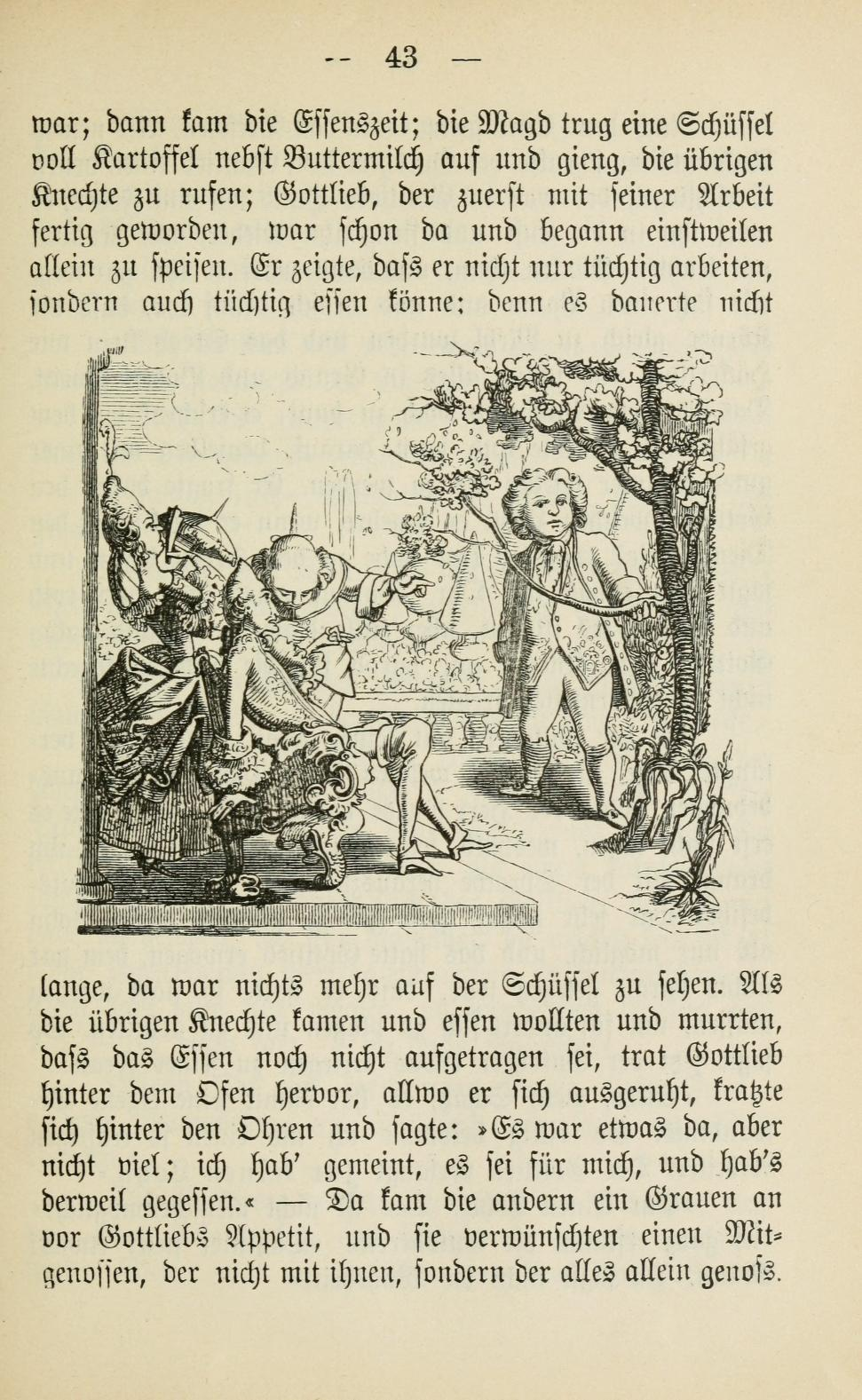
Illustration, 1890

Der starke Gottlieb ist ein Märchen (AaTh 650). Es steht in Ludwig Bechsteins Neues deutsches Märchenbuch an Stelle 6.

## Inhalt
Ein Knecht will heiraten, der Herr erlaubt es und wünscht einen starken Sohn, den werde er auch in Dienst nehmen. Sieben Jahre wird Gottlieb von der Mutter gesäugt, da ist er noch zu schwach, nach nochmal sieben Jahren reißt er Bäume aus und isst den anderen Knechten alles weg. Er will keinen Lohn, nur dem Herrn zum Schluss einen Schlag geben. Dessen Frau sieht gleich, dass er ihn totschlagen wird, lässt ihn Korn in der Spukmühle mahlen, Gottlieb aber lässt sich nicht einschüchtern und wirft dem Geist einen Mühlstein an den Kopf. Er soll den Brunnen putzen und die anderen Knechte rollen Steine hinab, bis er ihnen droht. Dann soll er im Spukschloss vom Riesen Geld einfordern und schlägt ihn in die Flucht. Die Knechte gehen Holz hacken, wer zuletzt zurück ist, wird entlassen, und Gottlieb weckt man nicht, doch er reißt unterwegs die Brücke ab, dass alle auf ihn warten müssen. Ein Schäfer soll den Schlag zum Lohn einstecken und wirbelt durch die Luft. Herr und Frau fliehen, und Gottlieb übernimmt den Hof. Der Schäfer überlebt, denn er fällt auf einen Heuhaufen.

## Herkunft
Der Starke macht Sprüche, als ob es gar nichts wäre, und zahlt es dem reichen Herrn heim. Bechstein gibt mündliche Überlieferung „aus dem obern Saaltale“ an, laut Hans-Jörg Uther ist die Quelle nicht zu ermitteln. Vgl. Grimms Der junge Riese, später Wolfs Das treue Füllchen, Ulrich Jahns Volksmärchen aus Pommern und Rügen Nr. 17 Der starke Jochem, Nr. 18 Das Wolfskind, Nr. 19 Das Männchen Sonderbar, Nr. 20 Der gehörnte Siegfried, Nr. 21 Der Bärensohn.